# Природо-математическа гимназия „Акад. проф. д-р Асен Златаров“
Профилирана природо-математическата гимназия „Акад. проф. д-р Асен Златаров“ е средно училище в Ботевград.

## История
Началото на гимназиалното образование в Ботевград започва през 1912 г. Тогава са открити първите гимназиални паралелки с името Непълна смесена гимназия като директор и учител е Стамен Панчев. Месец след това той заминава за фронта и наследникът му Петър Илчев, с помощта на тогавашния кмет Тодор Лаловски, полага много усилия да не прекъсва сформирането на гимназиални паралеки.
На 1 декември 1918 г. (рожденият ден на Стамен Панчев) гимназията официално се открива и отделя от прогимназията. В по-късен етап в гимназията се настаняват и ученици от по-горни класове.
В началото на 1950/1951 година гимназията е наречена на името на големия български учен и приятел на Ботевград – акад. проф. д-р Асен Златаров.
През 1970/1971 г. се създава първата математическа паралелка, а по-късно гимназията става природо-математическа с два профила – математически и биологически.
От 1998/1999 г. се открива паралелка „Чуждоезиков профил“, а през 2004/2005 г. е открита първата математическа паралелка от V клас с интензивно изучаване на английски език.
Днес в гимназията има 4 профила за обучение от 8 до 12 клас – математически, хардуер и софтуер, природонаучен и предприемачески.

## Директори
- Стамен Панчев – учител и директор на Прогимназията в Орхание през 1912 година. Преподава география и пеене. Участва в Балканската война като командир на извод, убит на 23 март 1913 г.
- Петър Илчев – Дългогодишен директор на Прогимназията в Орхание и директор на Гимназията, когато тя се отделя като самостоятелно учебно заведение през 1918 г.
- Петър Цончев – Математик. Директор на гимназията като под негово ръководство са постигнати успехи в републиканския преглед на училищата.
- Марин Нинов – Педагог. Директор на Единното училище от основаването му през 1950 до 1964 – 65 г. Работата му е насочена за подобряване на материално-техническата база.
- Никола Близнаков – Учител по биология и директор на гимназията през периода 1971 – 1994 г. Основател на ПМГ и деец на движението за опазване на околната среда в ботевградския край.
- Росица Василева – Учител по математика и директор на гимназията пред периода 1994 – 2009 г. През тези години се открива профил „Чуждоезиково обучение“. Има принос в модернизирането на обучението.
- Даниела Колева – Учител по математика и директор на гимназията от 2009 г.

## Личности
Изтъкнати български учени, възпитаници на ботевградската гимназия
- Чл. кор. проф. д-р Кирил Мишев
- Чл. кор. проф. д-р Стоян Михайлов
- Проф. арх. Благовест Божков
- Проф. Ради Романски
- Проф. Румяна Кушева
- Проф. Илко Врабчев
- Проф. Марин Симеонов
- Проф. д-р Стефан Илчев
- Проф. д-р Марин Ненчев
- Проф. д-р Тихомир Таков
- Проф. д-р Цветан Цеков
- Проф. Петър Савов
- Проф. Иван Райчинов
- Проф. д-р Никола Цанков
- Проф. Нако Ив. Наков
- Проф.[Христо Драганов
- Проф. д-р Иван Василев
- Проф. д-р Тодор Пеев
- Проф. д-р Иван Вълков
- Проф. Тодор М.Тодоров
- Проф. д-р Атанас Райнов
- Проф. д-р Валентин Kоларски
- Проф. Маргарита Чинова
- Проф. д-р Продан Стоянов
- Проф. д-р Марин Диловски
- Проф. д-р Петко Димитров
- Проф. д-р Тодор Б.Тодоров
- Проф. Йордан Йотов
- Проф. Цоло Михайлов
- Проф. Младен Младенов
- Проф. Николай Тодоровски
- Проф. Пешко Джамбов
- Проф. д-р Надка Бояджиева
- Проф. Стиляна Антонова
- Доц. Георги Райновски
- Доц. Румен Каканаков
- Доц. Мая Гайдарова
- Доц. д-р Петя Димитрова
- гл. асистент Виолета Петрова
- Проф. Георги Райновски

## Спортни постижения
Спортът е неотменима част от дейността на учениците в гимназията. Именно гимназисти сформират първия футболен отбор в Орхание през 1925 г. наречен от тях „Стамен Панчев“. Главно с доброволния труд на учениците и под ръководството на техните учители в средата на 1940-те години е построена и Туристическа хижа „Рудината“. Представители на гимназията редовно участват в традиционния поход до Околчица.
Първият отборен успех в баскетбола е през периода 1986 – 1988 г., когато гимназистите стават три пъти подред шампиони на България при средношколките. Най-добри в страната стават момчетата през 2002 г., както и момичетата през 2001 и 2002 г. Отбор на гимназията е финалист и на средношколските шампионати по лека атлетика и петобой през 1982 и 1986 г.
Възпитанички на гимназията са и повече от 15 майсторки на спорта по акробатика. Шампиони на България гимназията има и по тенис на маса. Наличието на добра спортна база в училището е предпоставка и за бъдещите спортни успехи на учениците.

### Спортисти
Гимназисти-шампиони с принос към националния спорт:
- Иван Колев – баскетбол
- Иван Воденичарски – баскетбол
- Йордан Колев – баскетбол
- Сашо Везенков – баскетбол
- Мирослав Ралчев – баскетбол
- Любомир Цветанов – тенис на маса
- Иванка Панчева-Христова – акробатика

## Символи
- Патрон на училището е Акад. проф. д-р Асен Златаров
- Знаме на училището – знамето на училището има правоъгълна фома и е оцветено в тъмнозелен цвят. От едната страна е изписано името на гимназията – Профилирана природо-математическа гимназия „Акад. проф. д-р Асен Златаров“ – гр. Ботевград, лика на патрона и маслинени клонки, а от другата – разтворена книга и слънце. Цялото знаме е обшито със златисти ресни. Тъмнозеленият цвят символизира спокойстие, мир и късмет, маслинените клонки – слава и мир, а златистият цвят на ресните – мъдрост.
- Ученическа униформа – съдържа: бяла риза с черен (син) пнталон, черна вратовръзка с емблемата на училището.
- Емблема – Емблемата на Профилирана природо-математическа гимназия „Акад. проф. д-р Асен Златаров“ – гр. Ботевград е дело на ученици в училището от обявения през 2009 година училищен конкурс по Информационни технологии и е приета на Педагогически съвет същата година. Емблемата е на синьо поле във формата на щит, в горната част на който е изписано БОТЕВГРАД и ПРИРОДО–МАТЕМАТИЧЕСКА ГИМНАЗИЯ. На преден план върху щита стои лика на патрона на училището – Акад. проф. д-р Асен Златаров. Над него сияе слънце с 12 лъча, символизиращи 12-те месеца на годината. От лявата страна на Златаров е изписано 1912 г. – годината на откриването на училището, а под нея маслинено клонче – символ на прославата и реализацията на учениците, учили в гимназията. Разтворената книга в емблемата символизира знанията, образоваността и културата на учениците в училището. Под щита е прехвърлена лента, на която е изписано с тъмни букви името на гимназията – „Акад. проф. д-р Асен Златаров“. Щита и лентата са обградени с жълтозлатист, преливащ до зелен кант, символизиращ младостта, енергията и жизнеността на учениците и учителите, на общуването, емоционалната интелигентност и разума.